# Nerea Irigoyen
Nerea Irigoyen Vergara (Zaragoza, 1981) es una viróloga española que destaca por su investigación en el virus del Zika. Reside en Reino Unido donde, desde septiembre de 2018 dirige su equipo de investigación en el Departamento de Virología de la Universidad de Cambridge.

## Trayectoria
Después de licenciarse en Farmacia por la Universidad de Navarra, realizó su doctorado en el Centro Nacional de Biotecnología (CNB-CSIC, Madrid) bajo la supervisión de José Francisco Rodríguez y José Ruiz Castón. Realizó dos estancias cortas en el Centro Internacional de Ingeniería Genética y Biotecnología (Trieste, Italia) y la Universidad de Cambridge. Trabaja en el laboratorio del investigador Ian Brierley en la División de Virología de la Universidad de Cambridge primero como investigadora postdoctoral “Sir Henry Wellcome” y ahora como responsable de un proyecto “Medical Research Council”.
Sus líneas de investigación se centran en los mecanismos implicados en la replicación de retro y coronavirus, como posibles dianas en el desarrollo de fármacos antivirales. Ha sido una de las primeras investigadoras en aplicar la técnica del perfil ribosoma, para el estudio de virus RNA tales como el VIH, el Zika o el Coronavirus. 
Durante el año 2020, dejó a un lado sus investigaciones en el virus del Zika para dirigir sus esfuerzos a la COVID-19. Con este cambio de rumbo en su investigación buscaba "[···] tratamientos farmacológicos contra los caminos celulares que se van activando o desactivando para causar la fibrosis pulmonar que acaba produciendo en los pacientes esta infección".
Es miembro fundador de la Sociedad de Científicos Españoles en el Reino Unido (SRUK/CERU, asociación que trata de promover la comunicación entre la comunidad de investigadores españoles del Reino Unido) y fue directora de la Delegación de Cambridge desde julio de 2014 hasta julio de 2016. También forma parte del comité de Mujer y Ciencia.
En colaboración con Eduardo Oliver publicó en 2015 un artículo de opinión en el periódico The Guardian sobre los riesgos que asumiría la ciencia británica con una posible salida del Reino Unido de la Unión Europea.

## Artículos académicos
- Análisis de alta resolución de la expresión génica del coronavirus mediante secuenciación de ARN y perfiles de ribosomas.[10][11]